# باميلا أبوت
باميلا أبوت (بالإنجليزية: Pamela Abbott)‏ هي عالمة اجتماع بريطانية، ولدت في 27 يونيو 1947.